# Neuilly-le-Réal
Neuilly-le-Réal ist eine französische Gemeinde mit 1.440 Einwohnern (Stand 1. Januar 2022) im Département Allier in der Region Auvergne-Rhône-Alpes; sie gehört zum Arrondissement Moulins und zum Kanton Moulins-2. Die Einwohner werden Neuillyssois genannt.

## Geografie
Neuilly-le-Réal liegt etwa zwölf Kilometer südsüdöstlich von Moulins. Das Gemeindegebiet wird vom Flüsschen Sonate und seinen Zuflüssen durchquert. Umgeben wird Neuilly-le-Réal von den Nachbargemeinden Toulon-sur-Allier im Norden und Nordwesten, Montbeugny im Norden und Nordosten, Chapeau im Osten und Nordosten, Mercy im Osten und Südosten, Saint-Voir im Südosten, Gouise im Süden sowie Bessay-sur-Allier im Westen.
Durch die Gemeinde führt die frühere Route nationale 489 (heutige D989).

## Bevölkerungsentwicklung
| Jahr                       | 1962 | 1968 | 1975 | 1982 | 1990 | 1999 | 2006 | 2013 | 2019 |
| Einwohner                  | 1254 | 1205 | 1084 | 1201 | 1287 | 1303 | 1343 | 1458 | 1453 |
| Quellen: Cassini und INSEE |      |      |      |      |      |      |      |      |      |

## Sehenswürdigkeiten

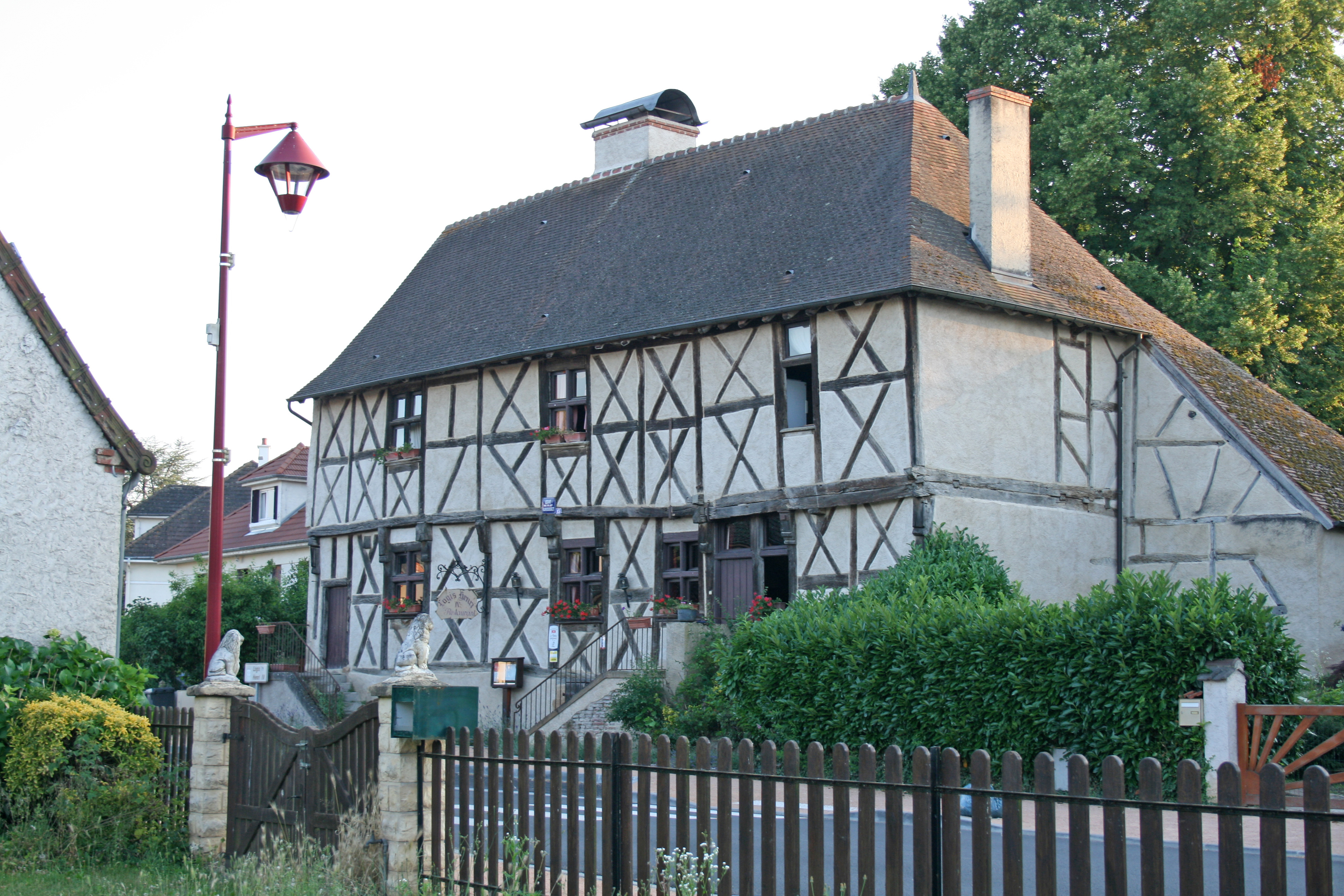
Haus Heinrich IV.

Siehe auch: Liste der Monuments historiques in Neuilly-le-Réal
- Haus Heinrich IV. aus dem 16. Jahrhundert
- Schloss Lécluse
- Haus Les Gazons